# Daniel Chitsulo
Daniel Chitsulo (* 7. März 1983 in Zomba) ist ein ehemaliger malawischer Fußballspieler. Er wurde meist im Sturmzentrum eingesetzt und absolvierte insgesamt mindestens 38 Länderspiele für die malawische Fußballnationalmannschaft.

## Karriere

### Verein
In Malawi spielte der Stürmer bei CIVO United und wurde zweimal Torschützenkönig der Malawi Premier Division.
Im Juli 2000 wechselte Chitsulo in die Jugend des 1. FC Köln, 2002 stieg er in die zweite Mannschaft auf. Von Trainer Uwe Rapolder wurde er in der Saison 2005/06 für zwei Begegnungen in den Kader der Bundesligamannschaft der Kölner berufen, aber nicht eingesetzt. Zum Einsatz kam der Nationalspieler seines Landes ausschließlich in der 2. Mannschaft in der Regionalliga.
Vom 1. Juli 2006 bis zum 31. Januar 2008 spielte er beim VfL Osnabrück, mit dem ihm 2007 als Vizemeister der Regionalliga Nord der Aufstieg in die 2. Bundesliga gelang.
Zur Rückrunde der Saison 2007/08 wechselte er zu Rot Weiss Ahlen und stieg mit diesem Verein 2008 erneut in die 2. Bundesliga auf. In der Winterpause der Saison 2009/10 wechselte er dann nach Rot-Weiss Essen. Nach einem halben Jahr verließ Chitsulo den Verein wieder und schloss sich Preußen Münster an. Mit Preußen Münster stieg er in der Saison 2010/11 in die 3. Liga auf. Im Laufe der Saison 2011/12 kam Chitsulo nur noch sporadisch zum Einsatz und erhielt zur Saison 2012/13 keinen neuen Vertrag in Münster. Grund war vor allem eine schwere Verletzung (Adduktorenabriss), die er sich 2011 zugezogen hatte. Nach seinem Ende bei Münster war er ein halbes Jahr vereinslos.
Im Januar 2013 wurde er nach einem Probetraining beim Regionalligisten SV Bergisch Gladbach 09 unter Vertrag genommen. Er erhielt einen Vertrag bis zum Saisonende 2012/13. Da das Comeback bei Bergisch Gladbach jedoch weitestgehend gescheitert war, wechselte er im September 2013 zur SG Köln-Worringen, bei der er bis 2016 aktiv war. Danach zog er sich immer mehr aus dem Fußballsport zurück und kam bis 2019 noch zu vereinzelten Einsätzen für die dritte Mannschaft des Klubs.
Nach einigen Operationen, die er bis zu diesem Zeitpunkt bereits hinter sich gebracht hatte, nahm er um 2013/14 ein Angebot des Diakoniewerks Duisburg an und begann eine Ausbildung zum Landschaftsgärtner. Zum Zeitpunkt des Erscheinens eines Berichts in der Münsterschen Zeitung im November 2014 über sein jetziges Leben war der verheiratete Chitsulo Vater zweier Töchter.

### Nationalmannschaft
Chitsulo war von 1999 bis 2005 Spieler der malawischen Nationalmannschaft.

## Sonstiges
Am 12. September 2008 traf der nur 169 cm große Mittelstürmer nach seiner Einwechslung im Auswärtsspiel gegen Rot-Weiß Oberhausen ein Kopfballtor zum vorentscheidenden 2:1 für Ahlen. Damit ist Chitsulo der erste malawische Spieler überhaupt, der in einer europäischen Profiliga ein Tor erzielt hat.